# Carmina Belmonte
Carmen «Carmina» Belmonte Useros (n. Albacete, 1950) es una política y profesora universitaria española miembro del Partido Socialista Obrero Español (PSOE), alcaldesa de Albacete entre 1991 y 1995. Fue la primera mujer en ocupar la alcaldía de una capital de provincia española después de la Transición a la democracia.

## Biografía
Licenciada en Filosofía y Letras por la Universidad de Valencia y doctora en Pedagogía, es profesora de la Facultad de Educación de Albacete de la Universidad de Castilla-La Mancha. Es hija de la etnógrafa Carmina Useros y hermana de la soprano Elisa Belmonte. Está casada y tiene dos hijos.
En las elecciones del 26 de mayo de 1991, se presentó a alcaldesa de Albacete como independiente en la candidatura del PSOE, cargo por el que compitió con el candidato del PP, José Ramón Remiro Brotons, a las que no se presentaba el anterior alcalde (José Jerez Colino, del PSOE). El PSOE ganó las elecciones, obteniendo mayoría absoluta (14 concejales), frente a los 10 concejales del PP y los 3 de IU. De ese modo, Carmina Belmonte se convirtió en la primera alcaldesa de capital de provincia de España elegida en elecciones.
No se presentó a la reelección en las elecciones del 18 de mayo de 1995, en las que la candidata del PSOE Matilde Valentín fue derrotada por Juan Garrido, del PP, que se convirtió en el nuevo alcalde de la ciudad. En dichas elecciones, el PP obtuvo 15 concejales, el PSOE 8 e IU 4.
El 8 de marzo de 2007 fue reconocida por el Gobierno de Castilla-La Mancha en el Día de la Mujer.